# قفسه دیواری

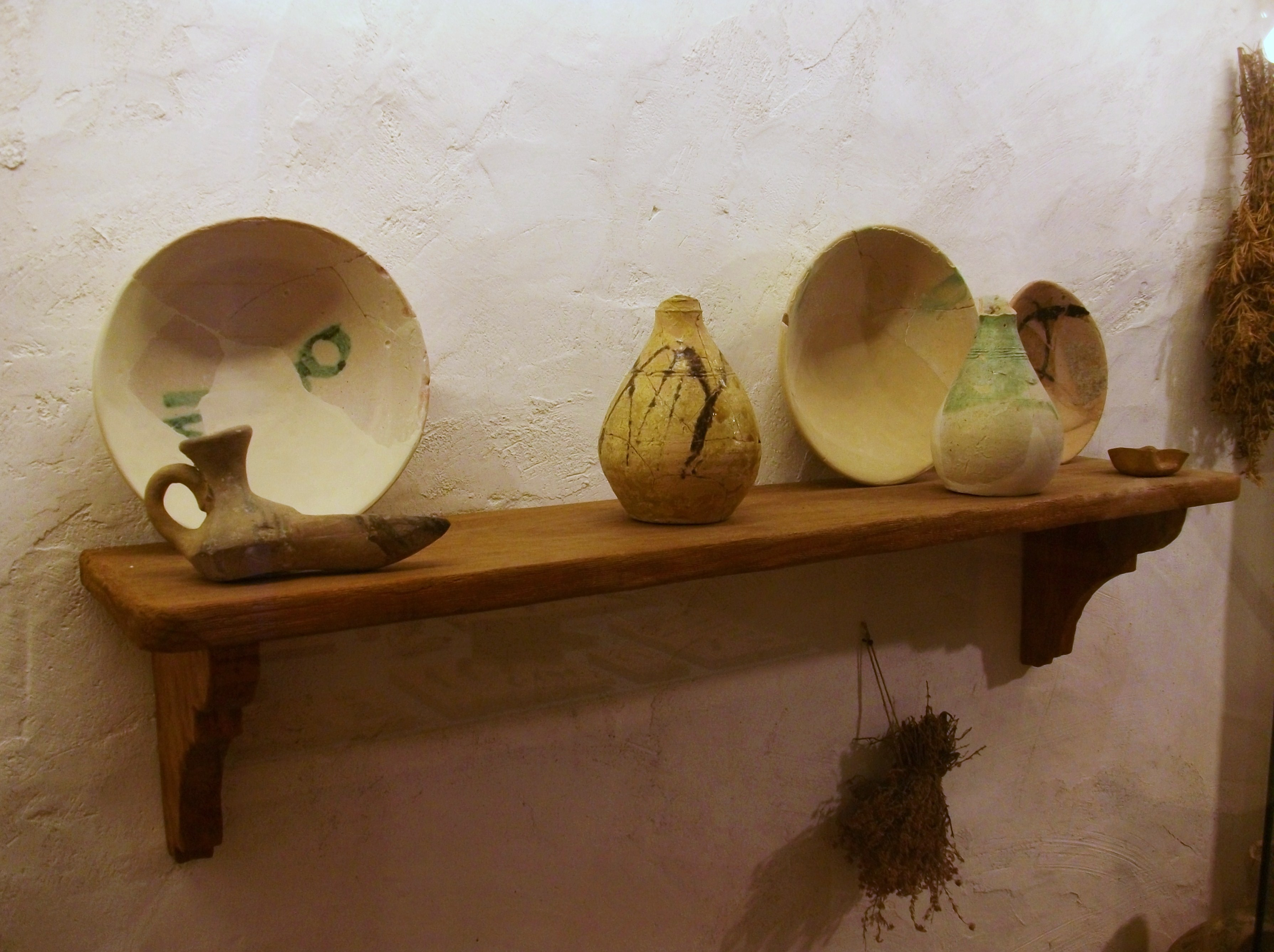
شلف دیواری

شلف دیواری سطحی صاف و افقی است که در خانه، محل کار، فروشگاه یا هر جای دیگری برای نگهداری اشیاء و وسایلی که در حال استفاده هستند، به نمایش گذاشته می‌شوند یا قرار است ذخیره شوند، استفاده می‌شود. شلف ها معمولاً در ارتفاعی بالاتر از سطح زمین نصب می‌شوند و اغلب به دیوار، داخل کمد، کابینت یا دیگر سازه‌های عمودی متصل هستند و توسط براکت‌ها، پایه‌ها یا ستون‌هایی در زیر یا دو طرف خود نگه داشته‌ می‌شوند. قفسه می‌تواند به صورت مستقل و بدون اتصال به دیوار نیز باشد که به آن قفسه‌بندی (Shelving unit) گفته می‌شود.

## واژه‌شناسی
واژه “Shelf” در انگلیسی از واژه “scylfe” در انگلیسی باستان و “skelf” در زبان نورس باستان گرفته شده است که هر دو به معنای “قفسه” یا “طاقچه” هستند. ریشه این کلمات به احتمال زیاد به واژه‌ای در زبان پروتو-ژرمنی به معنای “تکه چوب بریده شده” باز می‌گردد.

## انواع شلف
قفسه‌ها را می‌توان بر اساس معیارهای مختلفی دسته‌بندی کرد:

### بر اساس جنس
- شلف های چوبی: رایج‌ترین نوع قفسه که از چوب‌های مختلفی مانند ام‌دی‌اف، نئوپان، تخته چندلا و چوب طبیعی ساخته می‌شوند.
- شلف های فلزی: این قفسه‌ها از استحکام بالایی برخوردارند و معمولاً از فولاد، آلومینیوم یا آهن ساخته می‌شوند.
- شلف های  شیشه‌ای: ظاهری زیبا و مدرن دارند و بیشتر برای نگهداری اشیاء تزئینی استفاده می‌شوند.
- شلف های  پلاستیکی: سبک و ارزان هستند و برای مصارف سبک و محیط‌های مرطوب مناسب‌اند.

### بر اساس نوع نصب
- شلف های دیواری: به طور مستقیم به دیوار متصل می‌شوند و فضای کمتری اشغال می‌کنند.
- شلف های ایستاده: دارای پایه هستند و به صورت مستقل روی زمین قرار می‌گیرند.
- شلف های گوشه‌ای: برای استفاده بهینه از فضاهای گوشه طراحی شده‌اند.
- شلف های شناور: بدون هیچ‌گونه براکت یا پایه قابل مشاهده‌ای به دیوار متصل می‌شوند و ظاهری مدرن دارند.

### بر اساس کاربرد
- شلف های کتاب: برای نگهداری کتاب‌ها طراحی شده‌اند و معمولاً دارای عمق بیشتری هستند.
- شلف های  آشپزخانه: برای نگهداری ظروف، مواد غذایی و لوازم آشپزخانه استفاده می‌شوند.
- شلف های انباری: برای نگهداری ابزار، وسایل باغبانی و سایر لوازم در انبار یا گاراژ استفاده می‌شوند.
- شلف های فروشگاهی: برای نمایش کالاها در فروشگاه‌ها و مغازه‌ها استفاده می‌شوند.
- شلف های تزئینی: معمولا در پذیرایی و برای قرار دادن اشیاء تزئینی استفاده می‌شوند.

## کاربردها
شلف ها در مکان‌ها و موقعیت‌های مختلفی کاربرد دارند:
- منازل: در اتاق‌ها، آشپزخانه، حمام، انباری و… برای نگهداری وسایل مختلف.
- محل کار: در ادارات، کتابخانه‌ها، بایگانی‌ها و… برای نگهداری اسناد، مدارک، کتاب‌ها و لوازم اداری.
- فروشگاه‌ها: برای نمایش کالاها و محصولات.
- انبارها: برای نگهداری و سازماندهی کالاها و مواد اولیه.
- موزه‌ها و گالری‌ها: برای نمایش آثار هنری و اشیاء تاریخی.

## نکات مهم در انتخاب و استفاده از شلف دیواری

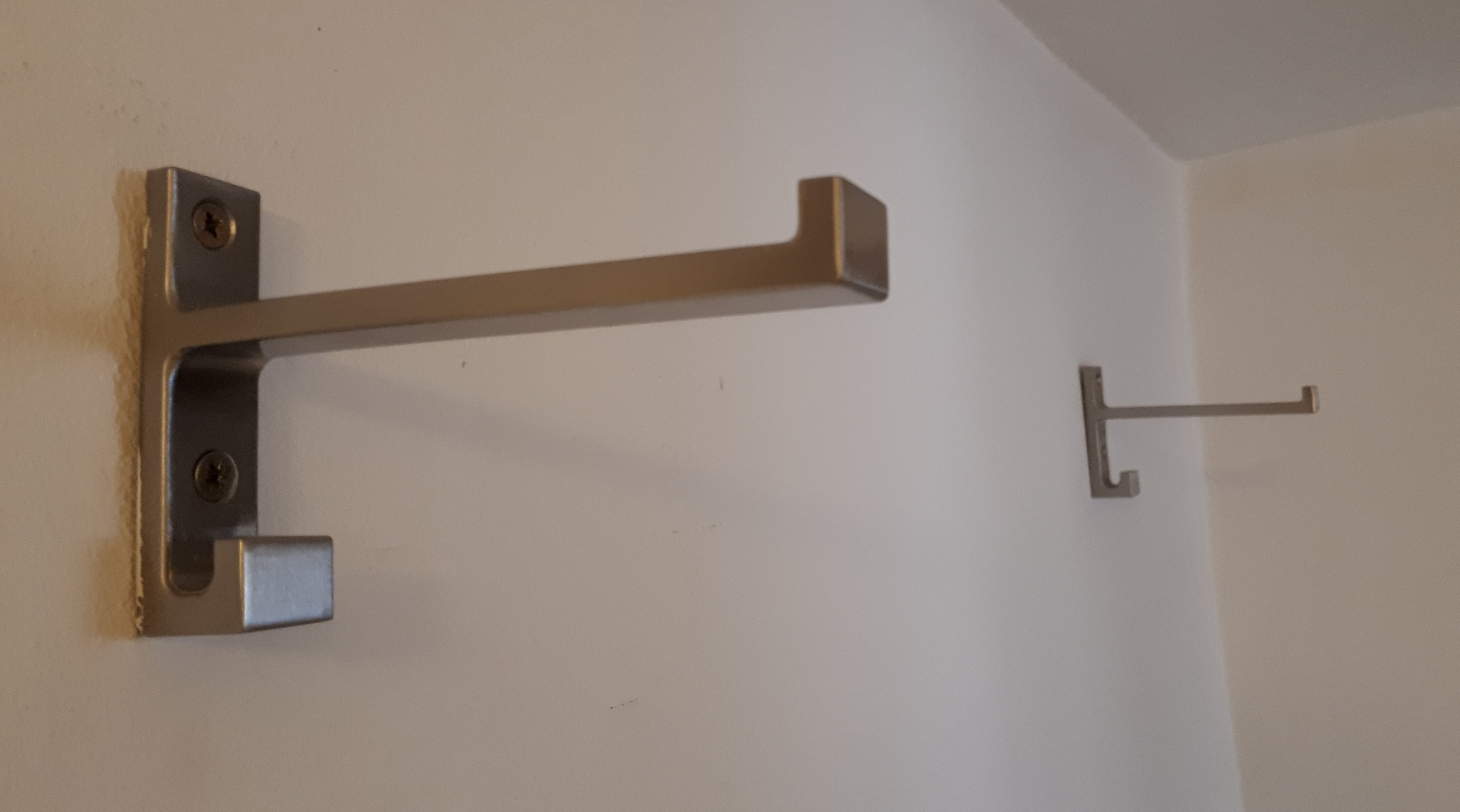
شلف دیواری

- تحمل وزن: هنگام انتخاب شلف دیواری، به حداکثر وزنی که می‌تواند تحمل کند توجه کنید.
- ابعاد: قفسه را متناسب با فضایی که در اختیار دارید و وسایلی که قرار است روی آن قرار دهید، انتخاب کنید.
- جنس: جنس قفسه را با توجه به نوع استفاده و محیطی که قرار است در آن نصب شود، انتخاب کنید.
- نصب صحیح: قفسه را به درستی و با استفاده از ابزار مناسب نصب کنید تا از سقوط آن جلوگیری شود.
- چیدمان: وسایل را به گونه‌ای روی قفسه بچینید که وزن به طور مساوی توزیع شود و از سنگین شدن بیش از حد یک قسمت جلوگیری شود.